# Cestrum roseum
Cestrum roseum es una especie de arbusto del género Cestrum, familia de las solanáceas. Es originaria de México.  

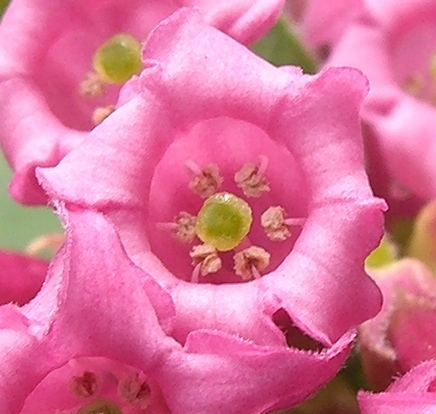
Detalle de la flor

## Taxonomía
Cestrum roseum fue descrita por Carl Sigismund Kunth y publicado en Nova Genera et Species Plantarum (quarto ed.) 3: 59, t. 197. 1818.
Etimología
Cestrum: nombre genérico que deriva del griego kestron = "punto, picadura, buril", nombre utilizado por Dioscórides para algún miembro de la familia de la menta.
roseum: epíteto latíno que significa "de color rosa".
Sinonimia
- Habrothamnus roseus Miers[4]